# قانون ضدتبعیض
قانون ضد تبعیض (انگلیسی: Anti-discrimination law) به حق مردم برای برخورداری از برابری در برابر قانون اشاره دارد. برخی کشورها حکم می‌کنند که در استخدام، معاملات مصرف‌کننده و مشارکت سیاسی، صرفنظر از جایگاه اقتصادی، جنس (زیست‌شناسی)، سن، نژاد (انسان)، قومیت، تابعیت، معلول، بیماری روانی، یا ذهن، گرایش جنسی، هویت جنسیتی، مشخصات جنسی، دین، عقیده یا نظرات سیاسی فردی، به صورت برابر باید با مردم برخورد شود.

## تأثیرات

### قانون آمریکایهای با معلولیت سال ۱۹۹۰
نرخ استخدام برای مردان معلول در همه گروه‌های سنی و زنان معلول زیر ۴۰ سال پس از قانون ADA (قانون آمریکا با معلولیت سال ۱۹۹۰) به صورت بسیار چشمگیری افت کرد.
دکتر جان بوند (Dr. John Bound)، استاد اقتصاد در دانشگاه میشیگان، اظهار داشت که ممکن است بخشی از این افت به گسترش درآمد اضافی امنیت (SSI) و بیمه خدمات درمانی امنیت اجتماعی (SSI) در دهه ۷۰ میلادی ربط داشته باشد.

### قبل از سال ۱۹۶۰
دفتر ملی پژوهش اقتصادی شواهدی پیدا می‌کند دال بر اینکه قوانین تبغیض جنسیتی و حقوق برابر منجر به افزایش درآمد نسبی زنان سیاه‌پوست و سفیدپوست و همچنین کاهش استخدام نسبی زنان سیاه‌پوست و سفیدپوست شده‌است.

## استثناها
در جایی که قوانین ضد تبعیض حاکم است، در برخی موارد استثناهایی در قوانین در نظر گرفته می‌شوند، به خصوص در امر ارتش و مذاهب.

### ارتش
در بسیاری از کشورهایی که قوانین ضد تبعیض اجرایی می‌باشد، زنان از عهده‌دار بودن برخی از جایگاه‌ها در ارتش حذف می‌شوند مانند خدمت در خط مقدم جنگ یا خدمت در زیر دریایی. دلایل آورده شده برای این امر مختلف می‌باشد؛ برای مثال نیروی دریایی پادشاهی بریتانیا می‌گوید که دلیل اینکه زنان اجازه خدمت در زیر دریایی را ندارند پزشکی است. این نهاد نظامی می‌گوید که این موضوع ربطی به مؤثر بودن یا نبودن زنان از لحاظ نظامی ندارد.

### سازمان‌های مذهبی
برخی سازمانهای مذهبی از این قانون مستثنا می‌باشند. برای مثال، در انگلیس، کلیسای انگلستان، به صورتی تاریخی به زنان اجازه داشتن جایگاه‌های ارشد را نداده‌است علی‌رغم اینکه تبعیض جنسیتی در استخدام به صورت عام غیرقانونی می‌باشد. این ممنوعیت در یک رای‌گیری توسط شورای کلیسای انگلستان در سال ۲۰۱۲ تأیید شد.
گزینش معلم و شاگرد در مدارس عام که وابستگی مذهبی دارند به افرادی که همان وابستگی مذهبی را دارند اغلب به‌لحاظ قانونی مجاز است، حتی در جایی که تبعیض دینی ممنوع می‌باشد.